# Форкіди
Форкіди (дав.-гр. Φορκίδες) — кілька архаїчних богинь і чудовиськ давньогрецької міфології, дочки Форкіса і Кето. До них належать граї (Дейно, Еніо і Пемфредо) і горгони (Евріала, Сфено і Медуза). Іноді до форкід зараховуються гесперіди (Егла, Еріфія, Геспера і Аретуса), Скілла, Сирени, Тооса (мати циклопа Поліфема) і дракон Ладон.
У Есхіла була не ді́йшла до нас сатирівська драма «Форкіди». Богиню Форкіс згадує Нонн.